# Clóvis (ur. 1937)
Clóvis, właśc. Clóvis Pinheiro dos Santos (ur. 28 sierpnia 1937 w São José do Egito) – piłkarz brazylijski, występujący podczas kariery na pozycji środkowego obrońcy.

## Kariera klubowa
Piłkarską karierę Clóvis rozpoczął w Santa Cruz Recife w 1959 roku. Z Santa Cruz Recifeo zdobył mistrzostwo stanu Pernambuco – Campeonato Pernambucano w 1959 roku. W latach 1960–1961 występował w SE Palmeiras. Z Palmeiras zdobył Taça Brasil 1960. W 1962 roku powrócił do Santa Cruz. Ostatnim klubem w jego karierze było Náutico Recife, w którym występował w latach 1964–1968. Był to złoty okres klubu z Recife, czego dowodem jest sześciokrotne z rzędu zdobycie mistrzostwa stanu Pernambuco – Campeonato Pernambucano w 1963, 1964, 1965, 1966, 1967, 1968 oraz zdobycie wicemistrzostwa Taça Brasil w 1967 roku, najważniejszych wówczas rozgrywek krajowych w Brazylii. Clóvis zdobył 5 z 6 mistrzostw stanu Pernambuco.

## Kariera reprezentacyjna
W reprezentacji Brazylii Clóvis zadebiutował 5 grudnia 1959 w wygranym 3-2 meczu z reprezentacją Paragwaju podczas drugiego turnieju Copa América 1959 w Ekwadorze, na którym Brazylia zajęła trzecie miejsce. Obok tego meczu w turnieju wystąpił w pozostałych trzech meczach z: Urugwajem, Ekwadorem i Argentyną.